# Liste der Mitglieder der Deutschen Akademie der Naturforscher Leopoldina/1846
Die Liste der Mitglieder der Deutschen Akademie der Naturforscher Leopoldina für 1846 enthält alle Personen, die im Jahr 1846 zum Mitglied ernannt wurden. Insgesamt gab es neun neu gewählte Mitglieder.

## Mitglieder
| Nr.  | Name                      | Beiname           | Geboren       | Aufnahme | Gestorben     | Sektion                                      | Bild                      | Datenbank                 |
| ---- | ------------------------- | ----------------- | ------------- | -------- | ------------- | -------------------------------------------- | ------------------------- | ------------------------- |
| 1562 | Jacob Sturm               | Panzer            | 21. März 1771 | 1. Mrz.  | 28. Nov. 1848 | Botanik                                      | Jacob Sturm               | Jacob Sturm               |
| 1563 | Otto Wilhelm Sonder       | Seba III.         | 18. Juli 1812 | 20. Apr. | 21. Nov. 1881 | Botanik                                      | Otto Wilhelm Sonder       | Wilhelm Sonder            |
| 1564 | Adriano Balbi             | Eratosthenes IV.  | 25. Apr. 1782 | 1. Mai   | 14. März 1848 | Geographie                                   |                           | Adriano von Balbi         |
| 1565 | Orestes de Brizzi         | Frontinus         | 27. März 1810 | 1. Mai   |               |                                              |                           | Orestes de Brizzi         |
| 1566 | Ferdinando de Luca        | Marinus III.      |               | 1. Mai   | 13. Aug. 1869 | Mathematik                                   | Ferdinando De Luca        | Ferdinando de Luca        |
| 1567 | Antonio Mazzarosa         | Architas          | 29. Sep. 1780 | 1. Mai   | 27. März 1861 |                                              | Antonio Mazzarosa         | Antonio Mazzarosa         |
| 1568 | Johann Nepomuk von Fuchs  | Scheele           | 15. Mai 1774  | 15. Okt. | 5. März 1856  | Mineralogie, Kristallographie und Petrologie | Johann Nepomuk von Fuchs  | Johann Nepomuk von Fuchs  |
| 1569 | Johann von Lamont         | Zach II.          | 13. Dez. 1805 | 15. Okt. | 6. Aug. 1879  | Astronomie und Astrophysik                   | Johann von Lamont         | Johann von Lamont         |
| 1570 | Carl August von Steinheil | John Harrison II. | 12. Okt. 1801 | 15. Okt. | 12. Sep. 1870 | Physik                                       | Carl August von Steinheil | Carl August von Steinheil |

## Hinweis zu den Lebensdaten
In der Liste sind zunächst die Lebensdaten gemäß Archiv der Leopoldina aufgenommen. Diese beziehen sich auf die Angaben gem. Neigebaur (1860) und Ule (1889). Die Lebensdaten im Namensartikel können daher von den Lebensdaten in der Liste abweichen.